# Jean de Blandiac
Jean de Blandiac, anche indicato come Jean de Blauzac (Blauzac, ... – Avignone, 6 luglio 1379), è stato un cardinale e vescovo cattolico francese, detto il Cardinal di Nimes.

## Biografia
Nato a Blauzac, nei pressi di Uzès, dopo aver completato gli studi in utroque iure, divenne canonico del capitolo della cattedrale di Aix-en-Provence. Il 17 settembre 1348 fu nominato vescovo di Nîmes, carica che mantenne fino a che non venne nominato cardinale. Nel gennaio 1352, per ordine di papa Innocenzo VI, consacrò Giovanni da Siena vescovo di Adria. Sempre dal papa fu incaricato della mediazione tra i duchi di Foix e Armagnac.
Nel concistoro del 17 settembre 1361 fu elevato cardinale con il titolo di San Marco. Partecipò al conclave del 1362, che elesse papa Urbano V. Nel 1366 fu legato apostolico a Parigi. Partecipò al conclave del 1370, che elesse papa Gregorio XI. Nel 1372 optò per l'ordine dei cardinali vescovi e per la sede suburbicaria di Sabina.
Non partecipò al conclave dell'aprile 1378 che elesse papa Urbano VI, perché era ancora in Avignone. Scontento del comportamento del nuovo papa, si alleò con gli altri cardinali francesi per far abdicare il papa o nominarne uno nuovo. Non partecipò al conclave del settembre 1378 che elesse l'antipapa Clemente VII, ma comunque gli giurò obbedienza.
Successivamente tornò all'obbedienza a papa Urbano e morì il 6 luglio 1379; fu sepolto di fronte all'altare maggiore della chiesa di Saint-Didier l'8 luglio successivo senza alcun epitaffio.

## Successione apostolica
La successione apostolica è:
- Vescovo Thomas Giffard (1352)
- Vescovo Durand de Chapelles (1353)
- Vescovo Giovanni da Siena, O.F.M.Conv. (1353)